# والتر بينبريج
والتر بينبريج (بالإنجليزية: Walter Bainbridge)‏ هو راقص على الجليد أمريكي، ولد في القرن العشرين.